# Funció de distribució de reflectància bidireccional

Diagrama que mostra els vectors utilitzats per definir la BRDF. Tots els vectors són de longitud unitat. apunta cap a la font de llum. apunta cap a l'espectador (càmera). és la superfície normal.

La funció de distribució de reflectància bidireccional (Bidirectional Reflectance Distribution Function, BRDF, en anglès), és una funció de quatre variables reals que defineix com la llum es reflecteix en una superfície opaca. S'utilitza tant en òptica, com en algoritmes per a gràfics per ordinador i visió per computador. La funció pren com a direcció de la llum incident, {\displaystyle \omega _{\text{i}}}, i la direcció reflectida, {\displaystyle \omega _{\text{r}}}, (presa en una coordenada sistema en què la superfície normal {\displaystyle \mathbf {n} } es troba al llarg de l'eix z), i torna el quocient entre la lluminositat reflectida que surt al costat {\displaystyle \omega _{\text{r}}} a la irradiància incident a la superfície en la direcció {\displaystyle \omega _{\text{i}}}. Cada direcció {\displaystyle \omega } sstà en si mateixa parametritzada per l'azimut {\displaystyle \phi } i el zenit {\displaystyle \theta }. Per tant, la BRDF en el seu conjunt és una funció de 4 variables. La BRDF té unitats sr-1, amb estereoradiants (sr) sent una unitat d'angle sòlid.

## Definició
La BRDF va definida inicialment per Fred Nicodemus al voltant de 1965. La definició és:
{\displaystyle f_{\text{r}}(\omega _{\text{i}},\,\omega _{\text{r}})\,=\,{\frac {\operatorname {d} L_{\text{r}}(\omega _{\text{r}})}{\operatorname {d} E_{\text{i}}(\omega _{\text{i}})}}\,=\,{\frac {\operatorname {d} L_{\text{r}}(\omega _{\text{r}})}{L_{\text{i}}(\omega _{\text{i}})\cos \theta _{\text{i}}\,\operatorname {d} \omega _{\text{i}}}}}
on {\displaystyle L} és la radiància, {\displaystyle E} és la irradiància, o intensitat per unitat de superfície, i {\displaystyle \theta _{\text{i}}} és l'angle entre {\displaystyle \omega _{\text{i}}} i la superfície normal,{\displaystyle \mathbf {n} }. L'índex {\displaystyle {\text{i}}} indica la llum incident, mentre que l'índex {\displaystyle {\text{r}}} indica la llum reflectida.
La raó que la funció és definida com a quocient de dos diferencials i no directament com a quocient entre quantitats indiferenciades, és perquè altre llum radiant que {\displaystyle \operatorname {d} E_{\text{i}}(\omega _{\text{i}})}, que no és de cap interès per {\displaystyle f_{\text{r}}(\omega _{\text{i}},\,\omega _{\text{r}})}, pot il·luminar la superfície que involuntàriament afectaria {\displaystyle L_{\text{r}}(\omega _{\text{r}})}, mentre que {\displaystyle \operatorname {d} L_{\text{r}}(\omega _{\text{r}})} només depèn de {\displaystyle \operatorname {d} E_{\text{i}}(\omega _{\text{i}})}.

## Funcions relacionades
La Funció de distribució de reflectància bidireccional espacial variant (SVBRDF, Spatially Varying Bidirectional Reflectance Distribution Function en anglès) és un funció de 6 dimensions, {\displaystyle f_{\text{r}}(\omega _{\text{i}},\,\omega _{\text{r}},\,\mathbf {x} )}, on {\displaystyle \mathbf {x} } descriu la ubicació en 2 dimensions sobre la superfície d'un objecte.
La Funció de Textura Bidireccional (BTF, Bidirectional Texture Function en anglès) és apropiada per modelat superfícies no planes, i té la mateixa parametrització que la SVBRDF; tanmateix per contrast, la BTF inclou efectes de dispersió no locals com ombrejat, emmascarament, interreflexiones o dispersió subsuperficial. Les funcions definides per la BTF en cada punt de la superfície són així anomenades BRDFs aparents.
La funció de distribució de reflectància de dispersió superficial bidireccional (BSSRDF, Bidirectional Surface Scattering Reflectance Distribution Function en anglès), és una funció 8 dimensions més generalitzada {\displaystyle S(\mathbf {x} _{\text{i}},\,\omega _{\text{i}},\,\mathbf {x} _{\text{r}},\,\omega _{\text{r}})} en la qual la llum que entra a la superfície es pot dispersar internament i sortir per una altra ubicació.
En tots aquests casos, la dependència de la longitud d'ona de la llum ha estat ignorada i inclosa en canals RGB. En realitat, la BRDF depèn de longitud d'ona, i per tenir en compte efectes com ara iridescència o luminescència la dependència de la longitud d'ona s'ha de fer explícita: {\displaystyle f_{\text{r}}(\lambda _{\text{i}},\,\omega _{\text{i}},\,\lambda _{\text{r}},\,\omega _{\text{r}})}.

## BRDFs reals
Les BRDFs reals (físiques) tenen propietats addicionals, incloent-hi:
- són positives: {\displaystyle f_{\text{r}}(\omega _{\text{i}},\,\omega _{\text{r}})\geq 0}
- Obeixen la reciprocitat de Helmholtz Helmholtz reciprocitat: {\displaystyle f_{\text{r}}(\omega _{\text{i}},\,\omega _{\text{r}})=f_{\text{r}}(\omega _{\text{r}},\,\omega _{\text{i}})}
- Conservació de l'energia: {\displaystyle \forall \omega _{\text{r}},\,\int _{\Omega }f_{\text{r}}(\omega _{\text{i}},\,\omega _{\text{r}})\,\cos {\theta _{\text{i}}}d\omega _{\text{i}}\leq 1}

## Aplicacions
La BRDF és un concepte fonamental radiomètric, i consegüentment és utilitzat engràfics d'ordinador per representació fotorealista d'escenes sintètiques, així com en visió d'ordinador per molts problemes com reconeixement d'objectes. La BDRF també s'utilitza per modelar sistemes fotovoltaics solars.

## Mesura
Tradicionalment, les mesures de la BRDF s'han fet per una il·luminació i direcció de sortida específiques fent servir un gonioreflectometre. Desafortunadament, l'ús d'un dispositiu d'aquest tipus per mesurar la BRDF amb precisió és lent. Una de les primeres millores en aquestes tècniques utilitzen un mirall semi-platejat i una càmera digital per prendre simultaneament moltes mostres BRDF d'un objectiu planar. Des d'aquest treball, molts investigadors han desenvolupat altres dispositius per a l'adquisició eficient de BRDFs a partir de mostres del món real, i segueix sent una àrea activa d'investigació.
Hi ha una forma alternativa de mesurar BRDF basat en  imatges HDR. L'algoritme estàndard és mesurar el punt d'enterboliment BRDF d'imatges i optimitzar per un dels models de la BRDF.